# XXXIII Corpo de Exército (Alemanha)
O XXXIII Corpo de Exército (em alemão: XXXIII. Armeekorps) foi um Corpo de Exército da Alemanha na Segunda Guerra Mundial. Foi formado no dia 23 de janeiro de 1943 lutando até o último dia de guerra.

## Comandantes
| Comandante                                | Período                                         |
| ----------------------------------------- | ----------------------------------------------- |
| General der Artillerie Erwin Engelbrecht  | 25 de setembro de 1942 - 25 de dezembro de 1943 |
| General der Infanterie Ludwig Wolff       | 25 de dezembro de 1943 - 10 de agosto de 1944   |
| General der Kavallerie Karl-Erik Köhler   | 10 de agosto de 1944 - 31 de março de 1945      |
| Generalmajor Friedrich von Unger          | 31 de março de 1945 - 5 de abril de 1945        |
| Generalleutnant Friedrich-Wilhelm Neumann | 5 de abril de 1945 - 8 de maio de 1945          |

## Chefes de Gabinete
| Chefe                            | Período                                      |
| -------------------------------- | -------------------------------------------- |
| Oberst i.G. Karl Jank            | 25 de setembro de 1942 - 25 de março de 1943 |
| Generalmajor Friedrich von Unger | 25 de março de 1943 - março de 1945          |
| Oberst i.G. Karl Zipper          | março de 1945 - 8 de maio de 1945            |

## Oficiais de Operações
| Major                               | Período                                      |
| ----------------------------------- | -------------------------------------------- |
| Major i.G. Gerhard Liesner          | 25 de setembro de 1942 - maio de 1944        |
| Major i.G. Louis-Ferdinand Bennecke | 10 de junho de 1944 - 10 de dezembro de 1944 |
| Major i.G. Wolfgang Kreßner         | dezembro de 1944 - fevereiro de 1945         |
| Major i.G. Ludwig Wunder            | fevereiro de 1945 - 8 de maio de 1945        |

## Área de Operações
- Noruega — janeiro de 1942 - maio de 1945

## Serviço de Guerra
| Data            | Exército                 | Grupo de Exércitos | Lugar     |
| --------------- | ------------------------ | ------------------ | --------- |
| janeiro de 1943 | AOK Norwegen             | OKW                | Drontheim |
| janeiro de 1944 | AOK Norwegen             | OKW                | Drontheim |
| janeiro de 1945 | 20º Exército de Montanha | OKW                | Drontheim |

## Organização
7 de julho de 1943
181ª Divisão de Infantaria
702ª Divisão de Infantaria
14. Luftwaffen-Feld-Division
26 de dezembro de 1943
295ª Divisão de Infantaria
702ª Divisão de Infantaria
14. Feld-Division (L)
1 de março de 1945
295ª Divisão de Infantaria
702ª Divisão de Infantaria
199ª Divisão de Infantaria
14. Feld-Division (L)